# Пленна
Пленна (пол. Plenna) — село в Польщі, у гміні Радошиці Конецького повіту Свентокшиського воєводства.
Населення — 272 особи (2011).
У 1975-1998 роках село належало до Келецького воєводства.

## Демографія
Демографічна структура на день 31 березня 2011 року:
|          | Загалом | Допрацездатний вік | Працездатний вік | Постпрацездатний вік |
| -------- | ------- | ------------------ | ---------------- | -------------------- |
| Чоловіки | 135     | 26                 | 97               | 12                   |
| Жінки    | 137     | 33                 | 75               | 29                   |
| Разом    | 272     | 59                 | 172              | 41                   |